# Іж-350

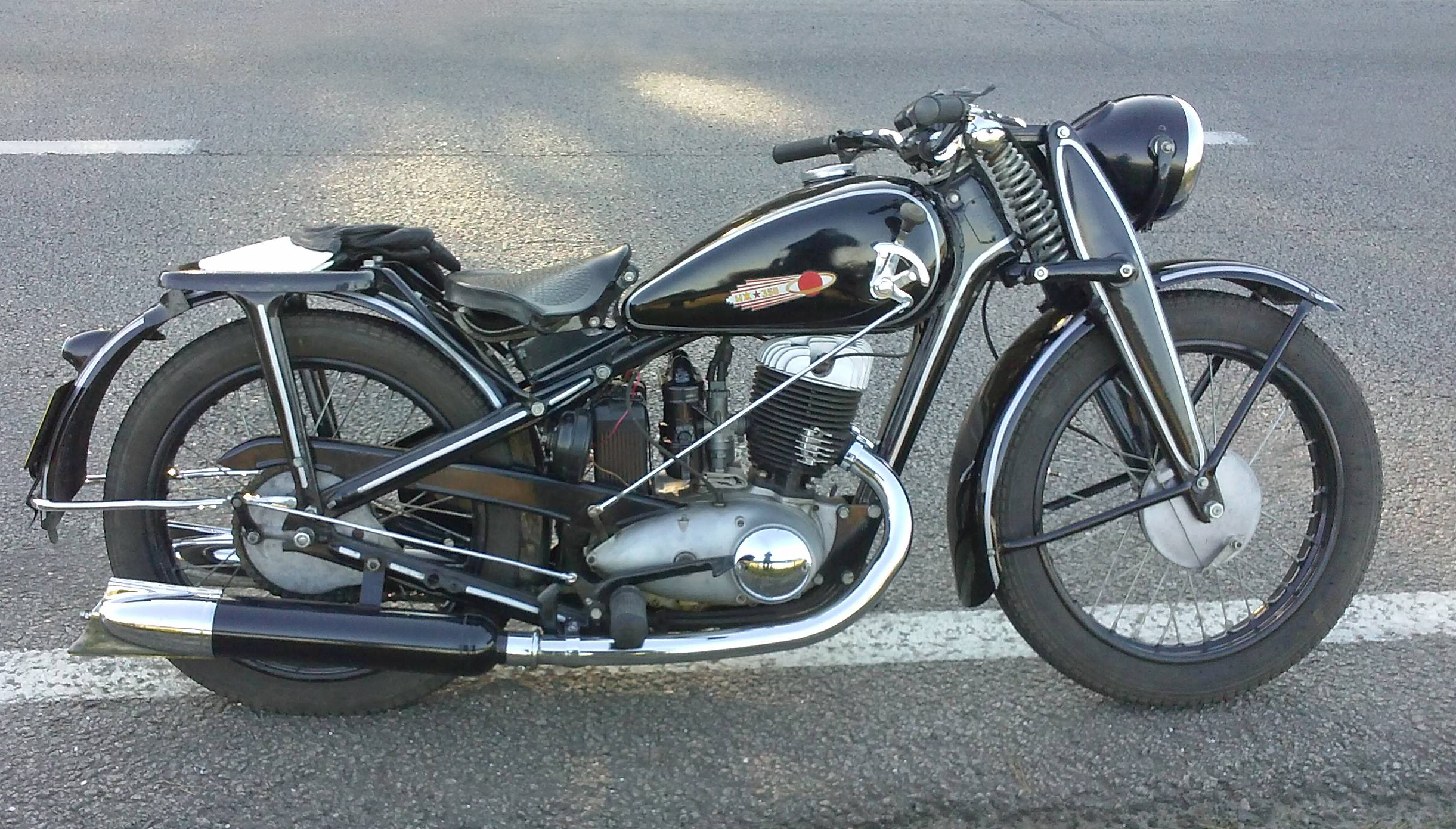
Мотоцикл Іж-350 виробництва 1951 року

Іж-350 — дорожний мотоцикл середнього класу, призначений для їзди по дорогах з різним покриттям наодинці або з пасажиром. Випускався Іжевським машинобудівним заводом з 1946 по 1951 роки.

## Історія
В 1946 році Іжевський машинобудівний завод отримав обладнання, креслення і технології заводу DKW, вивезені з Німеччини в рахунок репарацій. У тому ж році  за  участю інтернованих  інженерів та головного конструктора фірми DKW Германа Вебера, по кресленнями німецького «DKW NZ-350» завод освоїв виробництво мотоцикла «Іж-350». Він являв собою суміш різних версій німецького мотоцикла. Так, картер був з алюмінієвого сплаву, як у ранніх моделей, але  щитки коліс — як у пізніших, що випускалися вже під час війни. У цілому ж, загальний вигляд і конструкція були практично ідентичні з німецьким оригіналом. Слід зазначити, що для свого часу це був досить сучасний, простий і надійний мотоцикл. В 1951 році без зупинки виробництва було здійснено перехід на масовий випуск мотоцикла «Іж-49».

## Конструкція
На мотоциклі встановлений одноциліндровий, двотактний двигун повітряного охолодження з зворотно-петльовою двухструйною продувкою, з приготуванням робочої суміші в карбюраторі і займанням її в циліндрі від електричної іскри. Колінчастий вал — збірний, пресований. Картер — блочного типу. У передній частині знаходиться кривошипно камера, в задній розміщена коробка передач. Картер складається з двох половин з роз'ємом по середньої поздовжньої площини. Педаль ножного перемикання передач і педаль кікстартера розташована з лівого боку картера коробки передач.
Переднє колесо разом з гальмом, приводним редуктором спідометра і грязьовий щиток кріпляться до рухомої частини вилки паралелограмного типу. На вилці укріплена фара, в корпусі якої вмонтований спідометр, з'єднаний гнучким валом з редуктором. Кермо мотоцикла закріплене у кронштейнах верхнього містка  вилки, що повертається на 35° в обидві сторони. При цьому кермо може бути закріплене у зручному для водія положенні.
З правого боку бензобака закріплений сектор важеля ручного перемикання передач. При перемиканні передач педаллю, важіль переміщається в положення, відповідне включеній передачі. Мала вага непідресорної частини і мало мінливий виліт дають дуже хорошу стійкість і керованість мотоцикла. Заднє колесо непідресорне, та жорстко закріплене в рамі. Колеса — легкознімні, невзаємозамінні.

## Технічна характеристика

### Загальна
- Габаритна довжина → 2110 мм.
- Габаритна ширина → 710 мм.
- Габаритна висота → 935 мм.
- Кліренс → 120 мм.
- Суха вага мотоцикла → з заднім сідлом 150 кг.
- Максимальна швидкість → 90 км/год.
- Ємність паливного бака → 15 л.
- Запас ходу по шосе → 160–180 км.
- Витрата палива по шосе → не більше 4,5 літра на 100 км.
- Паливо → Бензин з автолом 10-18 в пропорції 25: 1

### Двигун
- Хід поршня → 85 мм
- Діаметр циліндра → 72 мм
- Кількість циліндрів → 1
- Робочий об'єм циліндра → 346 см³
- Ступінь стиснення → 5,8
- Максимальна потужність → 11,5 л. с. при 4000 об/хв.
- Охолодження → повітряне
- Система змащення → спільно з паливом
- Тип карбюратора → К-40 (К-28 - на більш пізніших)

### Додатково
- Зчеплення → багатодискове, в масляній ванні
- Моторна передача → безроликовий ланцюг, передавальне число-2, 17
- Коробка передач → чотириступінчаста, двоходова.
- Передача від коробки на заднє колесо → роликовий ланцюг, передавальне число-2, 33.
- Рама → штампована, зварна.
- Передня вилка → пружинна паралелограмного типу.
- Задня підвіска → відсутня
- Тип гальм → колодкові
- Тип коліс → легкознімні, з тангентнорасположеннимі спицями.
- Розмір шин → 3,25-19 "

## Спортивні модифікації
Характерною рисою радянської мотопромисловості від 1940-их до 1960-х років був випуск спортивних модифікацій дорожніх мотоциклів. Заклавши основу для розвитку масового мотоспорту, вони стали в той же час «випробувальними стендами» для перевірки тих рішень, які потім застосовувалися на серійній продукції. В 1948 році був виготовлений мотоцикл Іж-350С з телескопічною передньою вилкою, що замінила архаїчну паралелограмну. Заднє колесо отримало свічкову підвіску з пружинно-гідравлічними амортизаторами. Двигун мав алюмінієвий циліндр з чавунною гільзою. Потужність його зросла до 14 к.с. В 1950 році почалося серійне виробництво удосконаленого варіанту кросового мотоциклу Іж-50.